# 常田荘
常田荘（ときだのしょう）は、信濃国小県郡（現在の長野県上田市）にあった荘園。現在の上田市街地一帯にあたる。

## 歴史
安元2年（1176年）の「八条院目録」が初出であり（『山科家故書』）、『吾妻鏡』文治2年3月12日（1186年4月3日）条に後白河法皇から源頼朝に示された「関東御知行国々内乃具未済庄々注文」にも見える。藤原経光の『民経記』寛喜3年（1231年）条では、藤原信実が領家となっており、承久2年(1220年)には、焼失した内裏の修繕費を割り当てられたとする記述がある。嘉元4年（1306年）には後宇多上皇の院宣により、昭慶門院に伝領されている。また長享2年（1488年）、永正3年(1506年)には諏訪大社下社春宮の造営役を勤仕している。
応仁年間の頃に海野氏が進出、戦国時代以降は武田氏の支配地となり、荘園は解体され、国衆領の一つである「海野領」の一部として纏められた。
その後、真田氏が上田城とその城下町を建設する際に「城下囲」に指定された。